# Chanida Phaengdara Potter
Chanida Phaengdara Potter   (Vieng Xai, 28 de maig de 1984) és una escriptora, activista laosiana-estatunidenca, i estratega de desenvolupament de les comunitats de diàspora laosiana-americana i sud-est asiàtica. És ben coneguda pel seu treball com a editora fundadora de l'aclamada publicació en línia Little Laos on the Prairie, on s'amplifiquen la veu i la visibilitat de la diàspora de Laos. És la directora executiva de The SEAD Project (Southeast Asian Diaspora Development), una organització amb seu a Minnesota i Laos que té com a objectiu empoderar les comunitats de la diàspora del sud-est asiàtic reduint la bretxa d'accés a la comunitat, la narració d'històries, els idiomes, els patrimonis i les connexions i coneixements interculturals (compartint a través de tallers creatius i eines de comunicació). Ha treballat en l'àmbit sense ànim de lucre en organitzacions, afers públics, desenvolupament comunitari i defensa dels drets humans.

## Educació
Chanida Phaengdara Potter és llicenciada en Estudis Globals i Comunicacions per la Universitat de Minnesota-Twin Cities i MPA per la Universitat de Hamline.

## Escriptura i activisme
Chanida Phaengdara Potter ha aparegut a Twin Cities Daily Planet, Asian American Press, The Uptake, Minnesota Public Radio, Star Tribune, Pioneer Press i Voice of America. Les seves àrees d'atenció són la diàspora laosiana, els assumptes internacionals i el desenvolupament sostenible a través de plataformes de comunicació.
El 2010, Chanida Phaengdara Potter va ser la presidenta de la primera Cimera Nacional d'Escriptors laosians-americans a Minneapolis amb Saymoukda Vongsay, Catzie Vilayphonh i Bryan Thao Worra. Va tornar de nou com a presidenta de la segona Cimera Nacional d'Escriptors laosians-americans, que es va fusionar amb el Simposi Nacional laosià-americà amb el tema El nostre viatge compartit.
El 2011, va cofundar la publicació en línia Little Laos on the Prairie (LLOTP), amb Danny Khotsombath. LLOTP és una publicació de contes en línia impulsada per un equip d'escriptors laosians-estatunidencs compromesos a compartir els viatges, les cultures i els mitjans de subsistència de l'experiència de la diàspora laosiana. Mitjançant la plataforma creativa i simplificada de LLOTP, LLOTP pretén fer espai perquè les històries laosianes siguin accessibles, augmentar la visibilitat dels problemes culturals específics i capacitar les comunitats de la diàspora laosiana de tot el món per fer-se propietari de les seves diverses veus. Ha participat en tasques de voluntariat en desenvolupament comunitari i assessorament per a organitzacions com Legacies of War, Health Equity Working Committee, PAAVE-MN, AFFIRM Immigration Network, Lao Professionals Network. És membre de la junta de la premiada Twin Cities Media Alliance.
El 2015, Chanida Phaengdara Potter va organitzar i va comissariar l'exposició interdisciplinària Refugi de l'InvisibLao, que es va presentar a Minneapolis i al parc de Brooklyn. Va ser finançat en part per esforços de finançament col·lectiu i per una subvenció atorgada pel Metropolitan Regional Arts Council de Minnesota. L'exposició es va convocar amb motiu del 40è aniversari de la diàspora laosiana que va començar el 1975.

## Vida personal
Chanida Phaengdara va néixer al camp de treball «samana» de Vieng Xai, Laos, el 1984, mentre que la seva família era sotmesa a treballs forçats i reeducació com a presos polítics. El 1987, la seva família va demanar asil als Estats Units d'Amèrica després de viure tres anys als camps de refugiats. Els Phaengdara es van establir a Minneapolis. Chanida viu actualment a Minneapolis, Minnesota, amb el seu marit i els seus fills.